# شهرک بیستون
شهرک بیستون، شهر کوچکی از توابع بخش بیستون شهرستان هرسین در استان کرمانشاه ایران است،که این شهرک در ۲۵ کیلومتری استان کرمانشاه قرار دارد .

## جمعیت
این شهرک در دهستان چمجمال قرار دارد و براساس سرشماری مرکز آمار ایران در سال ۱۳۸۵، جمعیت آن ۲٬۰۰۲ نفر (۵۱۸خانوار) بوده‌است.